# Ibrahim Malam Dicko
Boureima Dicko, dit Ibrahim Malam Dicko, né vers 1970 et mort en mai 2017, est un imam et un djihadiste burkinabé.

## Biographie
Né autour de l'année 1970, Boureima Dicko est un Peul de nationalité burkinabé originaire de la commune de Soboulé,,,. Il passe par l'école républicaine classique avant d'entrer dans une école coranique, au Burkina Faso puis à l'étranger. Il épouse ensuite la fille d'un des grands imams de Djibo. Il commence à prêcher en 2009 dans des villages du Soum et dans deux radios locales. Il fonde une association islamique baptisée Al-Irchad et crée sa propre école coranique en 2012. Ses discours n'apparaissent alors pas comme extrémistes, il prône notamment l'égalité entre les Peuls et les Rimaïbé, les descendants des populations autochtones réduites en esclavage, puis assimilés par les Peuls,.
En septembre 2013, il est arrêté avec une vingtaine de ses étudiants par l'armée française près de Tessalit, au Mali, au cours de l'opération Serval,,,. Une importante somme en euros étant retrouvée sur lui, Ibrahim Malam Dicko est alors soupçonné de chercher à rejoindre Ansar Dine. Remis aux Maliens, il est incarcéré à Bamako, puis libéré en 2015,.
Il regagne ensuite Djibo au Burkina Faso et prêche dans une mosquée et une radio locale. Début 2016, il est désavoué par l'émir de Djibo et le grand imam, dont Malam a épousé la fille ; peu après Malam répudie sa femme. Il reprend la direction d'Al-Irchad, mais démissionne à l'été 2016. 
Ibrahim Malam Dicko aurait rallié la katiba Macina, dirigée par Amadou Koufa et affiliée à Ansar Dine, dès 2015. La province de Soum, au nord du Burkina Faso, lui sert déjà de base arrière pour la quarantaine d'hommes qui combattent sous ses ordres. À cette période, Amadou Kouffa aurait fait part de son opposition à une insurrection au Burkina, considérée comme prématurée et pouvant perturber les trafics en essence et en vivres qui ravitaillent ses combattants. Malam Dicko obéit dans un premier temps à ces instructions. Selon le témoignage d'un ancien membre d'Ansarul Islam, c'est fin novembre 2016, au moment de l'opération « Séguéré », menée par l'armée burkinabée près de la frontière malienne, que Malam Dicko décide de passer malgré tout à l'insurrection armée, après avoir vu des paysans peuls subir des humiliations publiques de la part des militaires.
En novembre 2016, Ansarul Islam est formé dans la forêt de Foulsaré. Un mois plus tard, Ibrahim Dicko publie un communiqué dans lequel il revendique l'attaque de Nassoumbou menée contre l'armée burkinabée et se donne le titre de « commandeur des croyants » et de « guide d'Ansarul Islam »,.
Selon l'International Crisis Group : « Ansarul Islam, créé par Malam Ibrahim Dicko, un prêcheur originaire du Soum, est né de la contestation de l’organisation sociale en vigueur dans la province. Des années durant, Malam prône l’égalité entre les classes sociales. Il remet en cause la toute-puissance des chefferies coutumières et le monopole de l’autorité religieuse détenu par les familles maraboutiques, qu’il accuse de s’enrichir aux dépens des populations. Cette rhétorique lui vaut un écho considérable, surtout parmi les jeunes et les cadets sociaux. Même s’il perd une grande partie de ses adeptes lorsqu’il bascule dans la lutte armée, il parvient à en conserver suffisamment pour mener une guerre de basse intensité contre les autorités locales et nationales ».
Ibrahim Malam Dicko a été proche d'Amadou Koufa, le chef de la katiba Macina, affiliée à Ansar Dine, ; cependant il aurait désapprouvé la décision de Koufa de se rallier au Groupe de soutien à l'islam et aux musulmans.
Le 27 juin 2017, la page Facebook non authentifiée d'Ansarul Islam annonce que son nouveau chef est désormais Jafar Dicko et sous-entendrait qu'Ibrahim Malam Dicko ne serait plus en vie. Jafar Dicko serait également le frère cadet de Malam. En juillet, Jeune Afrique indique que selon des sources sécuritaires burkinabées, la mort d'Ibrahim Malam Dicko est pratiquement certaine. Le chef d'Ansarul Islam aurait été présent dans la forêt de Foulsaré au moment de l'opération Bayard lancée par l'armée française les 29 et 30 avril. Dicko serait parvenu à fuir, mais affaibli par son diabète, il serait mort quelques jours plus tard. Selon le récit rapporté par le journal Le Monde d'un responsable d’une ONG locale sahélienne étant entré en contact avec l'entourage d'Ibrahim Malam Dicko, ce dernier aurait succombé d'épuisement dans la forêt après avoir fui les combats : « Ses partisans n’ont trouvé aucune trace de blessure sur le corps. Après le raid de “Barkhane”, il a perdu son chemin dans la forêt et s’est retrouvé sans nourriture ni forces pour continuer. Il a été enterré sur place ».